# Coppa Nissena
La Coppa Nissena è una competizione automobilistica che si tiene ogni anno a Caltanissetta. È una gara del tipo cronoscalata ed è una prova valida per il Campionato Italiano Velocità Montagna (CIVM) e Trofeo della Montagna. È organizzata dall' Automobile Club d'Italia.
È tra le corse italiane di categoria più note e blasonate anche all'estero, assieme alla Trento-Bondone, alla Coppa Bruno Carotti, al Trofeo Vallecamonica, e al Trofeo Luigi Fagioli.
La lunghezza del percorso è di 5450 metri e la pendenza media è del 4,19%.
(Simone Faggioli, Caltanissetta, 19 settembre 2019)

## Storia

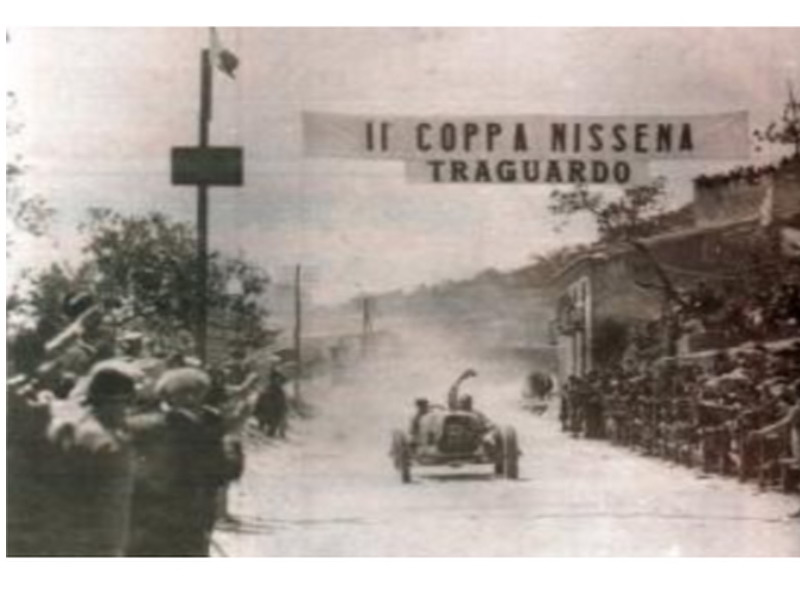
Immagine dell'edizione del 1923

La data della prima Coppa Nissena risale al 24 maggio 1922, in occasione dell'inaugurazione del monumento ai caduti della Grande Guerra, in Viale Regina Margherita a Caltanissetta. Il percorso dell'epoca era lungo 166.6 km, da percorrere in due giri, con partenza da via Sant'Anna e arrivo a Imera, passando per Capodarso e Castrogiovanni (oggi Enna). La prima edizione venne vinta da Luigi Lopez, al volante di una Itala.
La Coppa Nissena per lo scoppio della seconda guerra mondiale in primis, ma anche per motivi organizzativi scompare dal calendario per 25 anni.
Il ritorno solo nel 1949, con una nuova formula: quella di cronoscalata o gara in salita e il percorso si accorcia a soli 12 km.
Negli anni sessanta la gara diventa prova valida per il Campionato Nazionale Velocità conduttori, categoria Turismo, e del Trofeo della Montagna.
Dal 1968, con la Ferrari Dino 206 del vincitore Latteri, si apre l'era dei prototipi.
Protagonisti di quegli anni furono: Facetti, Scola, Vaccarella e Nesti.
A metà degli anni Settanta il percorso viene nuovamente modificato: tagliato il rettilineo di Santa Barbara, i curvoni Averna, il ponte Nocilla e la perigliosa curva del "quartararo".
Nel 2009 si è svolta la 55ª edizione ed è stata prova valida del CVIM e campionato europeo autostoriche.
Famosi punti di osservazione della gara:
- Curva Nitro
- Rettilineo della 'zabbara'
- Curva 'Madunnuzza'
- Rettilineo 'ex campagna Cortese'

## Albo d'oro

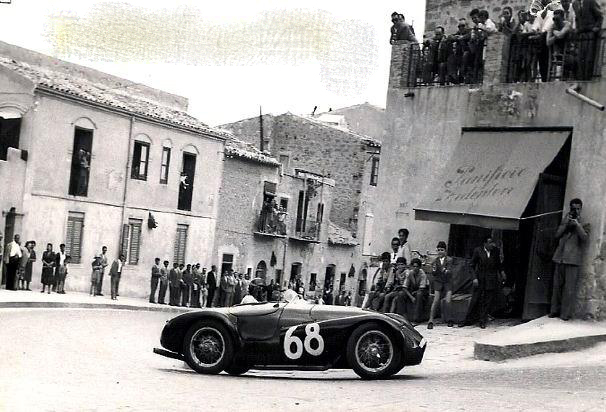
Immagine dell'edizione del 1955

Nella tabella seguente è riportato l'Albo d'oro della manifestazione.
| Anno | Pilota                       | Vettura                     |
| ---- | ---------------------------- | --------------------------- |
| 1922 | Luigi Lopez                  | Itala                       |
| 1923 | Salvatore Curatolo           | Ceirano                     |
| 1924 | Giulio Pucci                 | Ansaldo                     |
| 1949 | Luigi Bordonaro              | Ferrari                     |
| 1951 | Antonio Pucci                | Ferrari                     |
| 1953 | Luigi Bordonaro              | Ferrari                     |
| 1955 | Antonio Pucci                | Ferrari                     |
| 1958 | Pasquale Tacci               | Alfa Romeo Giulietta Sprint |
| 1959 | Nino Todaro                  | Ferrari                     |
| 1960 | Vincenzo Riolo               | Alfa Romeo 1300             |
| 1964 | Giacomo Moioli (Noris)       | Porsche 906                 |
| 1965 | Clemente Ravetto             | Ferrari 250 GTO             |
| 1966 | Ignazio Capuano              | Porsche 906                 |
| 1967 | Stefano Alongi               | Alfa Romeo Giulietta SZ     |
| 1968 | Ferdinando Latteri           | Ferrari Dino 206/6          |
| 1969 | Mariano Spadafora            | Abarth 2000                 |
| 1970 | Eugenio Renna detto Amphicar | Abarth 2000                 |
| 1971 | Carlo Facetti                | Chevron B.19                |
| 1972 | Nino Vaccarella              | Abarth Osella               |
| 1973 | Eugenio Renna detto Amphicar | Chevron B.23                |
| 1975 | Carlo Facetti                | Lola Ferraris               |
| 1976 | Domenico Scola               | Chevron BMW                 |
| 1977 | Eugenio Renna detto Amphicar | Osella Pa 5                 |
| 1978 | Eugenio Renna detto Amphicar | Osella Lubiam               |
| 1979 | Eugenio Renna detto Amphicar | Osella Lubiam               |
| 1981 | Mauro Nesti                  | Osella Pa 7                 |
| 1982 | Benny Rosolia                | Osella Pa 9                 |
| 1983 | Mauro Nesti                  | Osella Pa 9                 |
| 1984 | Enrico Grimaldi              | Osella Pa 9                 |
| 1985 | Benny Rosolia                | Osella Pa 9                 |
| 1986 | Mauro Nesti                  | Osella Pa 9                 |
| 1987 | Mauro Nesti                  | Lucchini BMW                |
| 1988 | Giovanni Cassibba            | Osella Pa 9                 |
| 1989 | Mauro Nesti                  | Osella Cebora BMW           |
| 1990 | Mauro Nesti                  | Osella Cebora BMW           |
| 1991 | Mauro Nesti                  | Osella Cebora BMW           |
| 1992 | Giulio Regosa                | Osella Pa 9/90              |
| 1993 | Mauro Nesti                  | Lucchini BMW                |
| 1994 | Luigi Di Natali              | Ford Escort Csw             |
| 1995 | Angelo Palazzo               | Gisa Alfa Romeo             |
| 1996 | Mauro Nesti                  | Lucchini BMW                |
| 1997 | Mirco Savoldi                | Lucchini BMW                |
| 1998 | Antonio Iaria                | Osella BMW Pa 20/S          |
| 1999 | Mirco Savoldi                | Lucchini BMW P198           |
| 2000 | Franco Cinelli               | Osella Pa20/S BMW           |
| 2001 | Franco Cinelli               | Osella Pa20/S BMW           |
| 2002 | Simone Faggioli              | Osella Pa20/S BMW           |
| 2003 | Giovanni Cassibba            | Osella Pa20/S BMW           |
| 2004 | Simone Faggioli              | Osella Pa20/S BMW           |
| 2005 | Denny Zardo                  | Osella Pa20/S BMW           |
| 2006 | Franco Cinelli               | Osella Pa20/S BMW           |
| 2007 | Franco Cinelli               | Lola Mugen Honda            |
| 2008 | Denny Zardo                  | Reynard Formula Nippon      |
| 2009 | Simone Faggioli              | Osella FA 30 Zytek          |
| 2010 | Simone Faggioli              | Osella FA 30 Zytek          |
| 2011 | Simone Faggioli              | Osella FA 30 Zytek          |
| 2012 | Simone Faggioli              | Osella FA 30 Zytek          |
| 2013 | Simone Faggioli              | Osella FA 30 Zytek          |
| 2014 | Christian Merli              | Osella PA 2000              |
| 2015 | Christian Merli              | Osella FA 30                |
| 2016 | Domenico Scola               | Osella FA 30 Zytek          |
| 2017 | Domenico Scola               | Osella FA 30 Zytek          |
| 2018 | Christian Merli              | Osella FA 30 Zytek          |
| 2019 | Simone Faggioli              | Norma M20 FC                |
| 2020 | non disputata                | --                          |
| 2021 | Domenico Cubeda              | Osella FA 30                |
| 2022 | Simone Faggioli              | Norma M20 FC Zytek          |
| 2023 | Simone Faggioli              | Norma M20 FC Zytek          |